# 缙云郡
缙云郡，中国唐朝时设置的郡。
天宝元年（742年）改括州置，治所在括苍县（今浙江省丽水市东南古城）。因缙云山名。辖境同括州。下辖括苍县、松阳县（今浙江省松阳县）、缙云县（今浙江省缙云县五云镇）、青田县（今浙江省青田县鹤城镇）、遂昌县（今浙江省遂昌县妙高镇）。乾元元年（758年）复名括州。 
唐朝缙云郡太守
- 阎知言（743年）
- 韦坚（746年）
- 苗奉倩（748年）
- 赵自勤（753年）